# 아랄쿰 사막

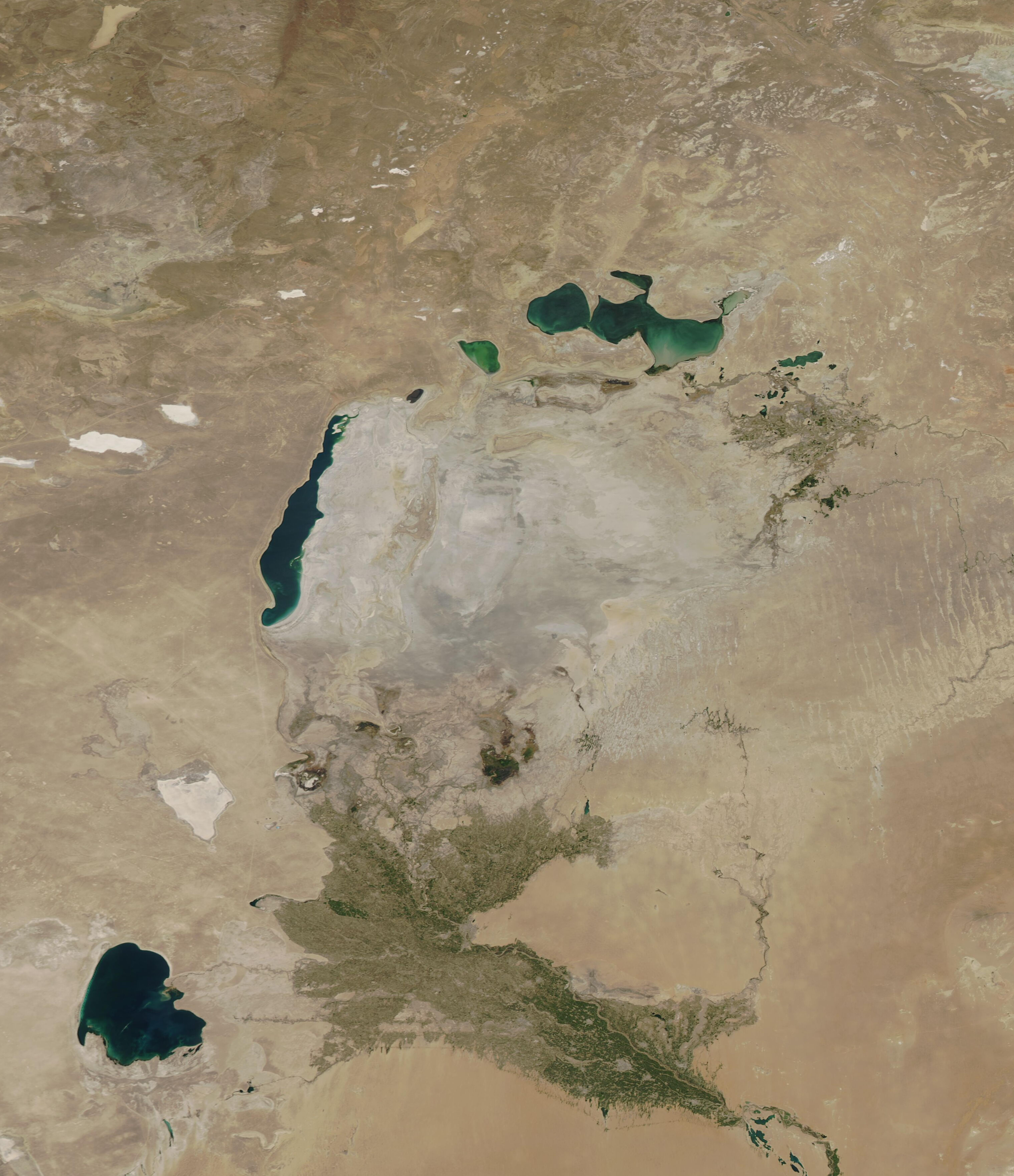
2021년 아랄해의 나머지 지역과 아랄쿰

아랄쿰 사막(Aralkum Desert, 우즈베크어: Orolqum cho'li, Оролқум чўли, 카자흐어: Аралқұм шѩлі, 러시아어: Пустыня Аралкум)은 한때 아랄해가 차지했던 해저에 1960년부터 나타난 사막이다. 우즈베키스탄과 카자흐스탄의 아랄해 동부 분지 유적의 남쪽과 동쪽에 위치하고 있다. 현재는 세계에서 가장 어린 사막이다.

## 같이 보기
- 사막화